# Morgenländische Platane

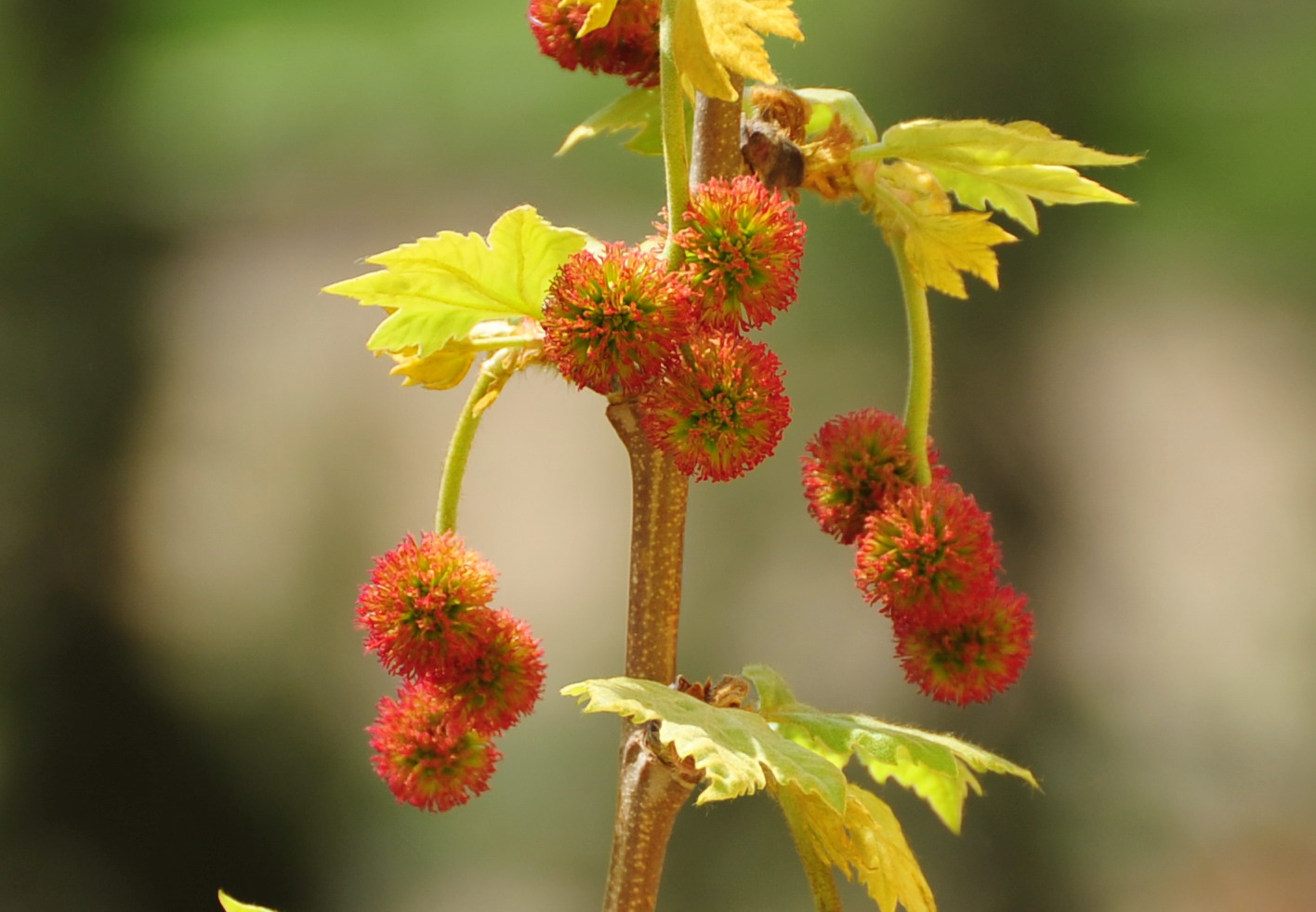
Blütenstände

Die Morgenländische Platane oder Orientalische Platane (Platanus orientalis) ist eine Pflanzenart aus der Familie der Platanengewächse (Platanaceae).

## Beschreibung

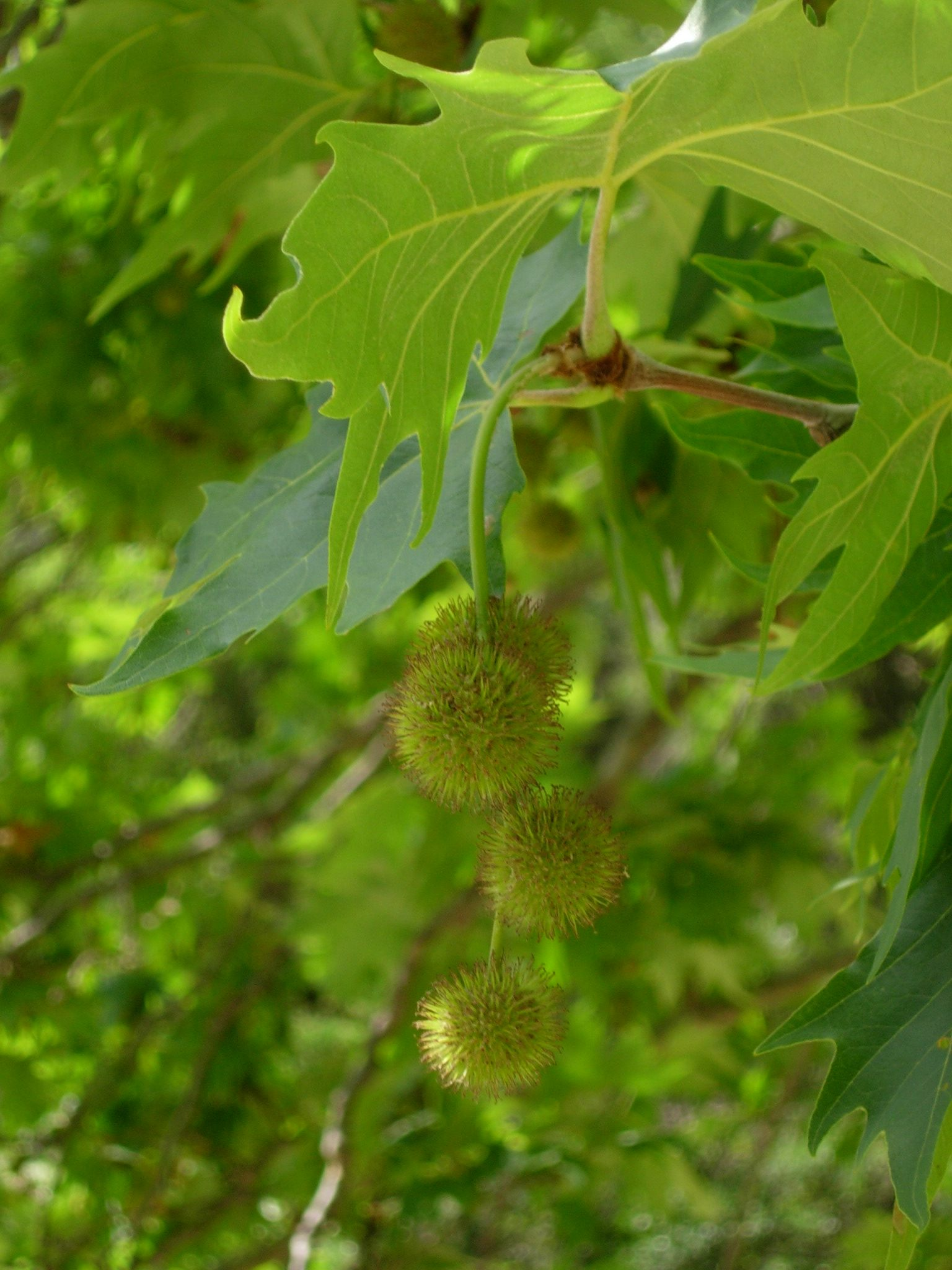
Morgenländische Platane, junge Fruchtstände

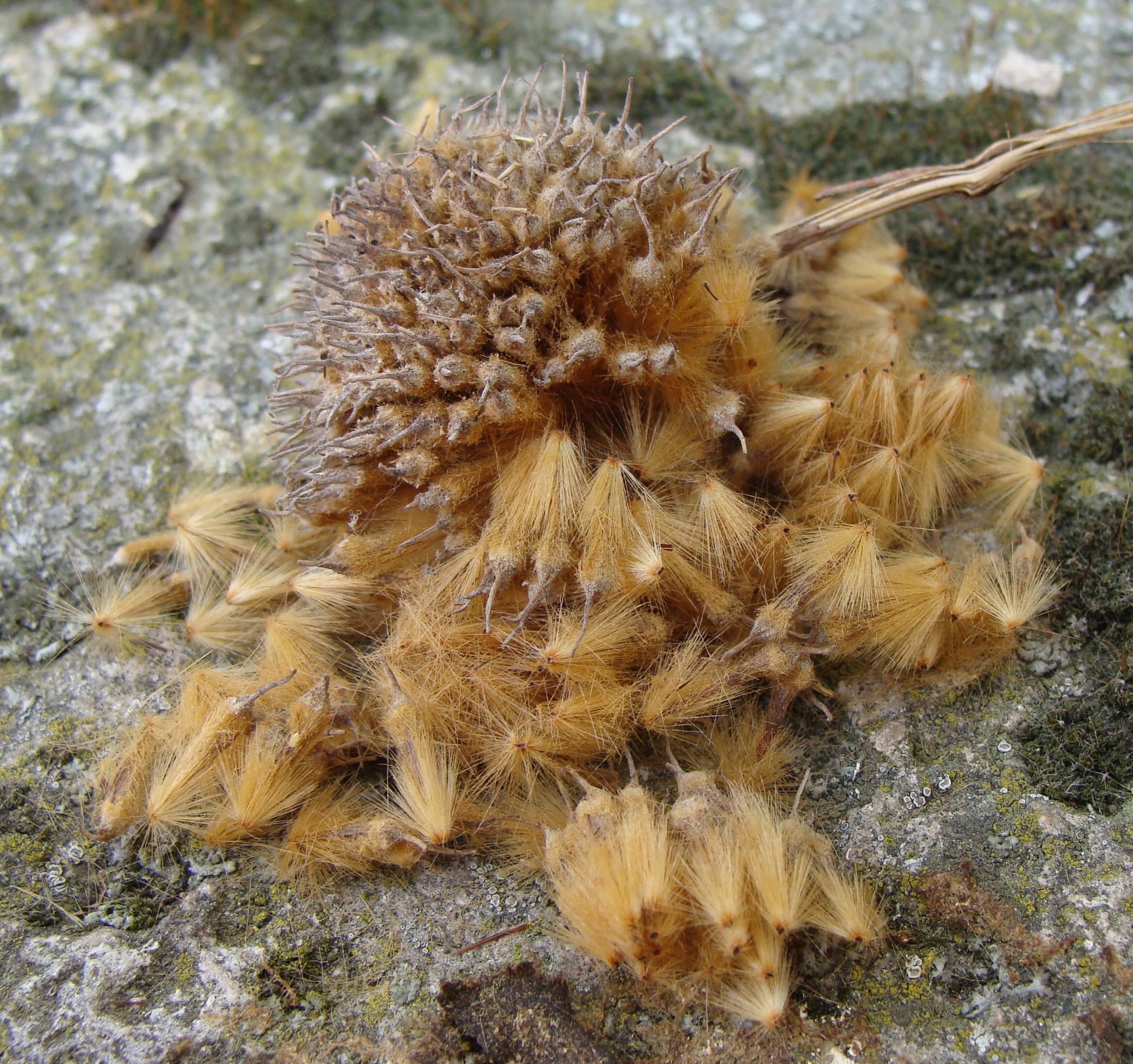
Behaarte Früchte

Die Morgenländische Platane ist ein laubabwerfender Baum der Wuchshöhen von bis zu 30 Meter erreicht. Sie hat ausladende Äste sowie einen relativ kurzen, kräftigen Stamm mit grauer bis grünlich-weißer Rinde, die plattig abblättert. Der Stammdurchmesser erreicht bis über 4 Meter. Die gestielten, recht großen, gelappten bis geteilten, grob gezähnten Blätter haben fünf bis sieben spitze Blattlappen. Die Platane kann über 300 Jahre alt werden.
Die Morgenländische Platane ist einhäusig getrenntgeschlechtig (monözisch), das heißt auf einer Pflanze finden sich Blüten beiderlei Geschlechts. Die eingeschlechtigen Blüten stehen in kugeligen, kopfigen Blütenständen. Die Blütezeit reicht von Mai bis Juni.
Die Art hat die Chromosomenzahl 2n = 42.

## Vorkommen
Sie ist von Sizilien und Griechenland bis in den westlichen Himalaja beheimatet. Sie bildet auf grundwassernahen Schotterböden eine eigene Auen-Gesellschaft.
Die Morgenländische Platane ist in Südeuropa, Australien und in Südafrika ein beliebter Alleebaum.

## Bekannte Monumentalbäume

### Das Baumheiligtum Plataniotissa
In der Nähe der griechischen Stadt Kalavrita befindet sich das Baumheiligtum Plataniotissa. Die zweistämmige Platane, die der Legende nach bereits im Jahre 352 n. Chr. bestand, ist mit dem 23-metrigen Umfang des Stammfußes die größte bekannte Platane. In ihrem Inneren befinden sich zwei Räume: ein kleiner Altarraum von 3 × 3,50 m und ein sich daran anschließender Gebetsraum, der Raum für sechs bis acht Personen bietet.

### Die Platane von Tsangarada
Das Alter der Platane auf dem Dorfplatz von Tsangarada, Griechenland (Region Pilion) wird mit über 1000 Jahren angegeben. Der Stammumfang beträgt 14 Meter; der Baum ist in seiner Gesamtheit kaum zu erfassen. Die Seitenäste sind so groß wie massive Stämme und teilweise in der Krone miteinander verwachsen. Der Kronendurchmesser dürfte etwa 40 Meter betragen. Obwohl die Touristen auf dem Baum herumklettern und gelegentlich in die Rinde schnitzen, macht diese Platane einen überaus gesunden und wuchskräftigen Eindruck. Auf der dem Tal zugewandten Seite ist ein Hohlraum im Stamm an der Basis mit einem Blech verschlossen. Ein waagerechter Seitenast ist mit einem gemauerten Pfeiler abgestützt und der Überhang abgesägt worden.

### Die Platane von Krási
Malia (Chersonisos), Insel Kreta. Auf dem Weg zur Lasithi-Hochebene gelangt man zum Bergdorf Krasi. Hier steht die größte Platane Kretas neben einem venezianischen Quellhaus.

### Platane des Hippokrates
Auf der Platia Platanou (Πλατεία Πλατάνου) in der Stadt Kos auf der griechischen Dodekanesinsel Kos steht eine – nach dem antiken Arzt Hippokrates von Kos benannte – Platane.

## Platane in Kunst und Kultur
Der Baum ist Hauptthema der Arie Ombra mai fu von Georg Friedrich Händel, in welcher der Hauptcharakter Serse (Xerxes I von Persien) den Schatten einer Platane bewundert „Ombra mai fù di vegetabile, cara ed amabile soave più. Nie war der Schatten einer Pflanze, lieblich und angenehm, süßer.“ Silke Leopold (2009) erklärt: „Die Musik strahlt eine schier überirdische Ruhe und Gelassenheit aus; das Numinose der Platane scheint sich auf ihren Bewunderer zu übertragen, Serse eins mit der Natur zu sein.“
Heraldik: Die Platane ist der Staatsbaum von Asad Kaschmir.

## Bilder

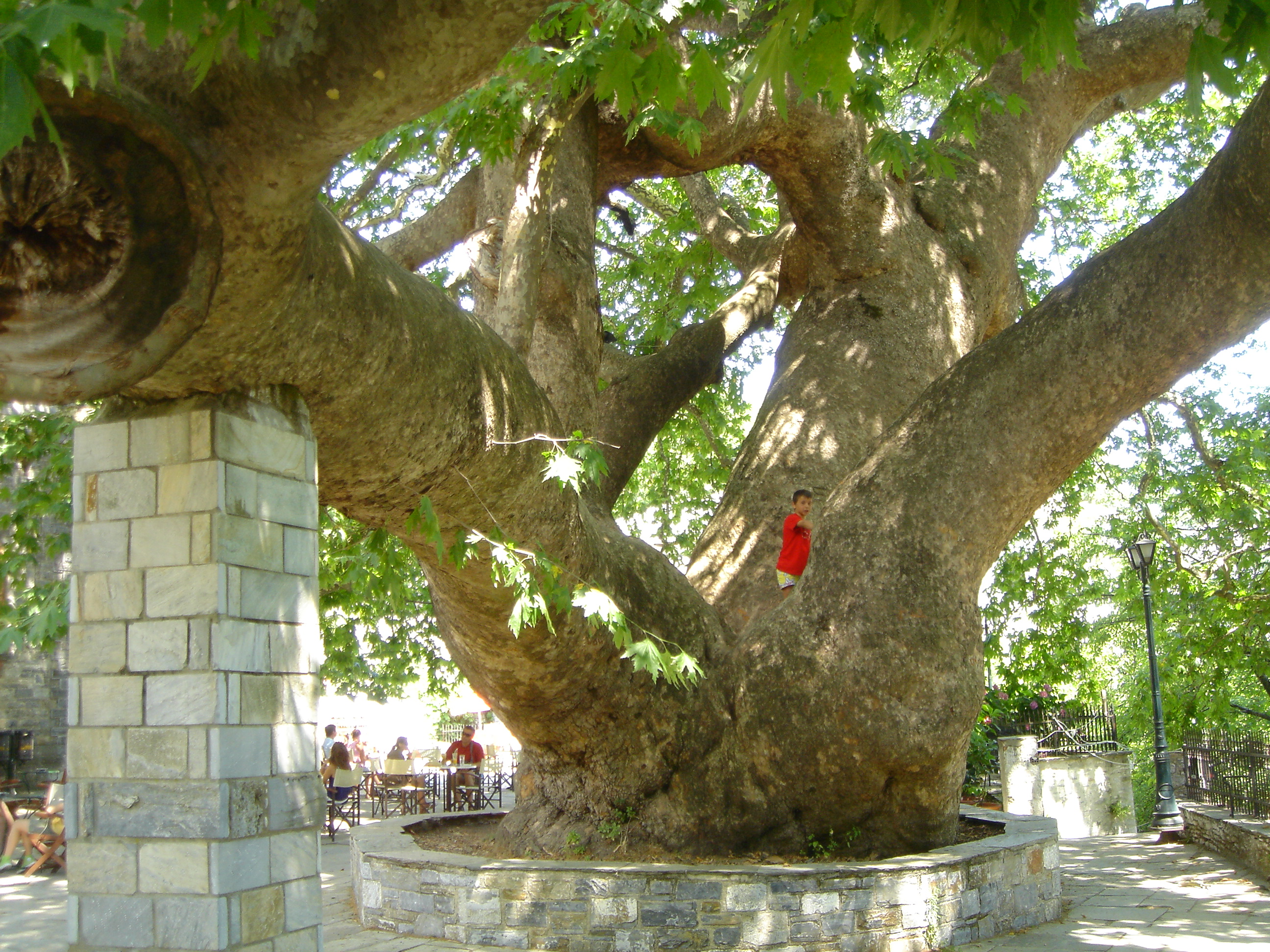
Platane auf dem Dorfplatz von Tsangarada, Griechenland
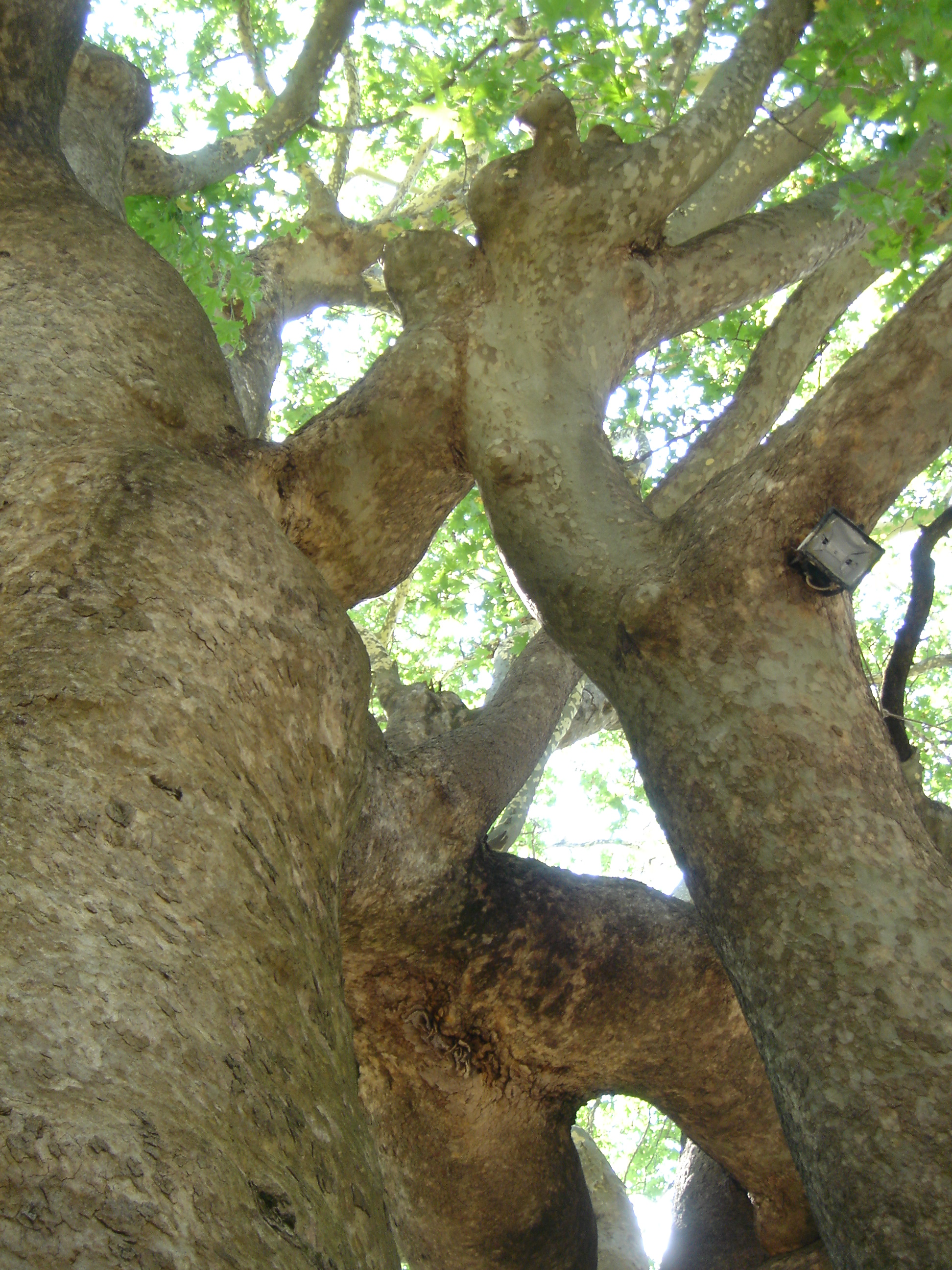
Platane von Tsangarada: massive Stämme sind in der Baumkrone miteinander verwachsen
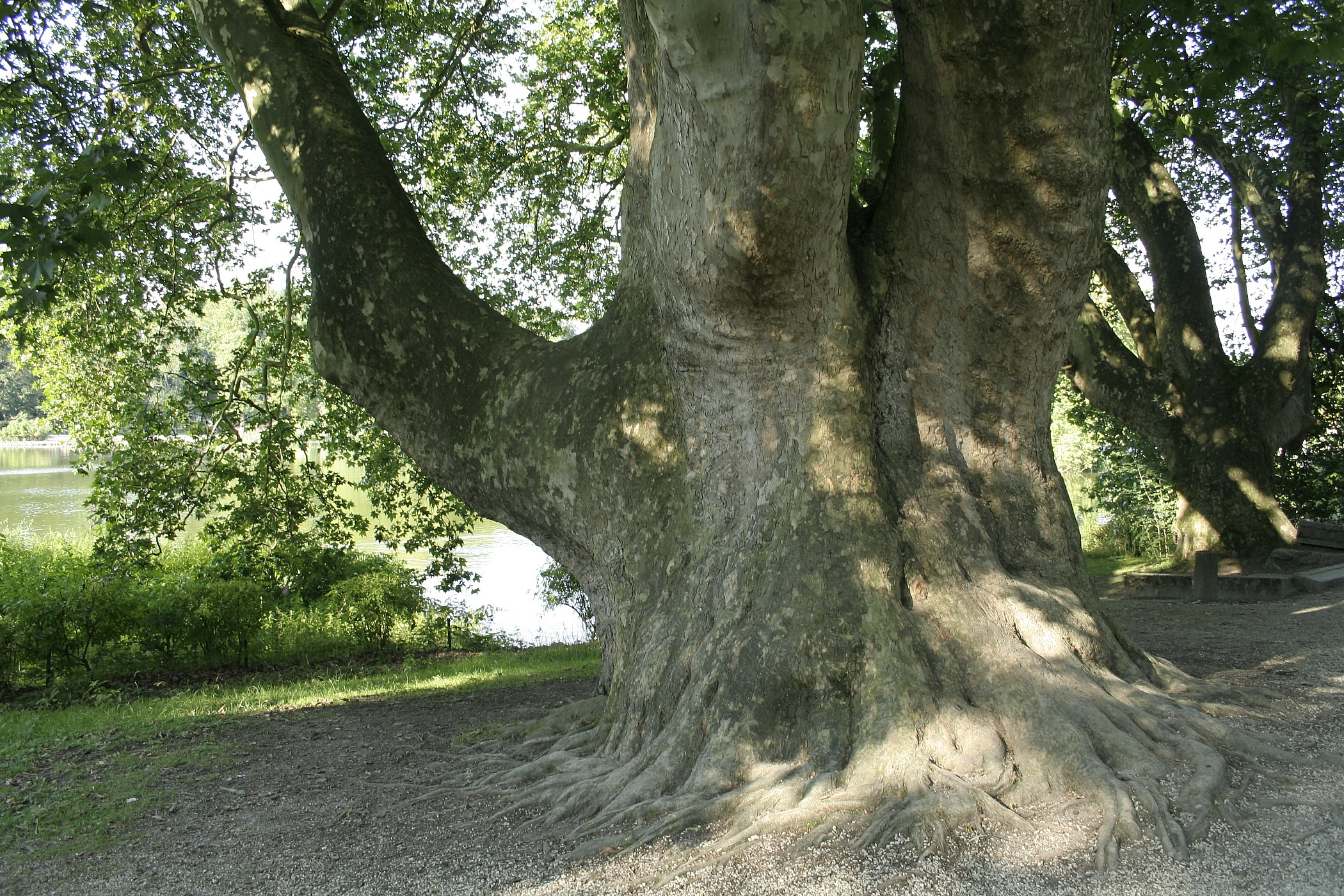
Platanus orientalis von Cambron-Casteau (Belgien)
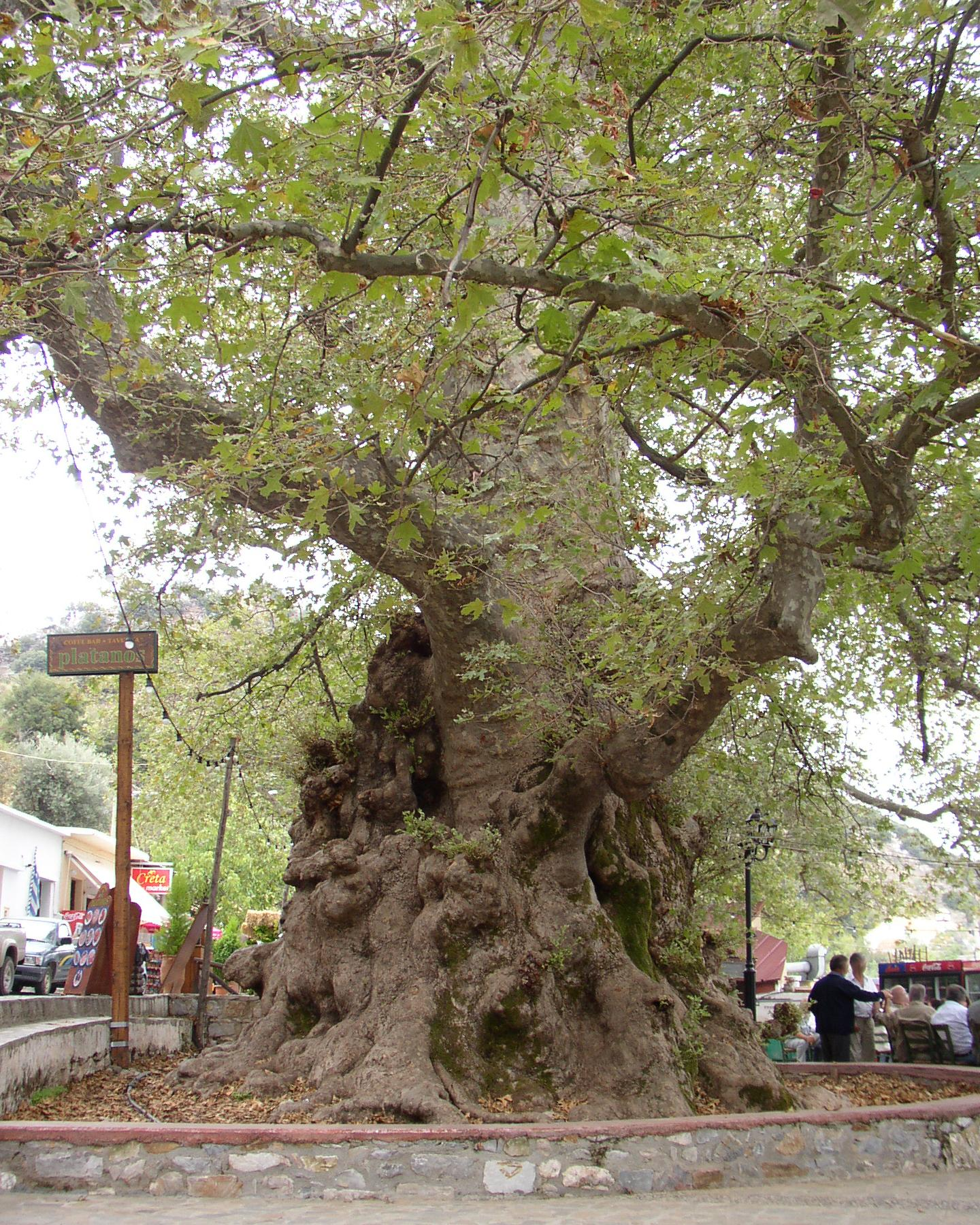
Platane von Krási (Kreta)
Platane des Hippokrates in Kos
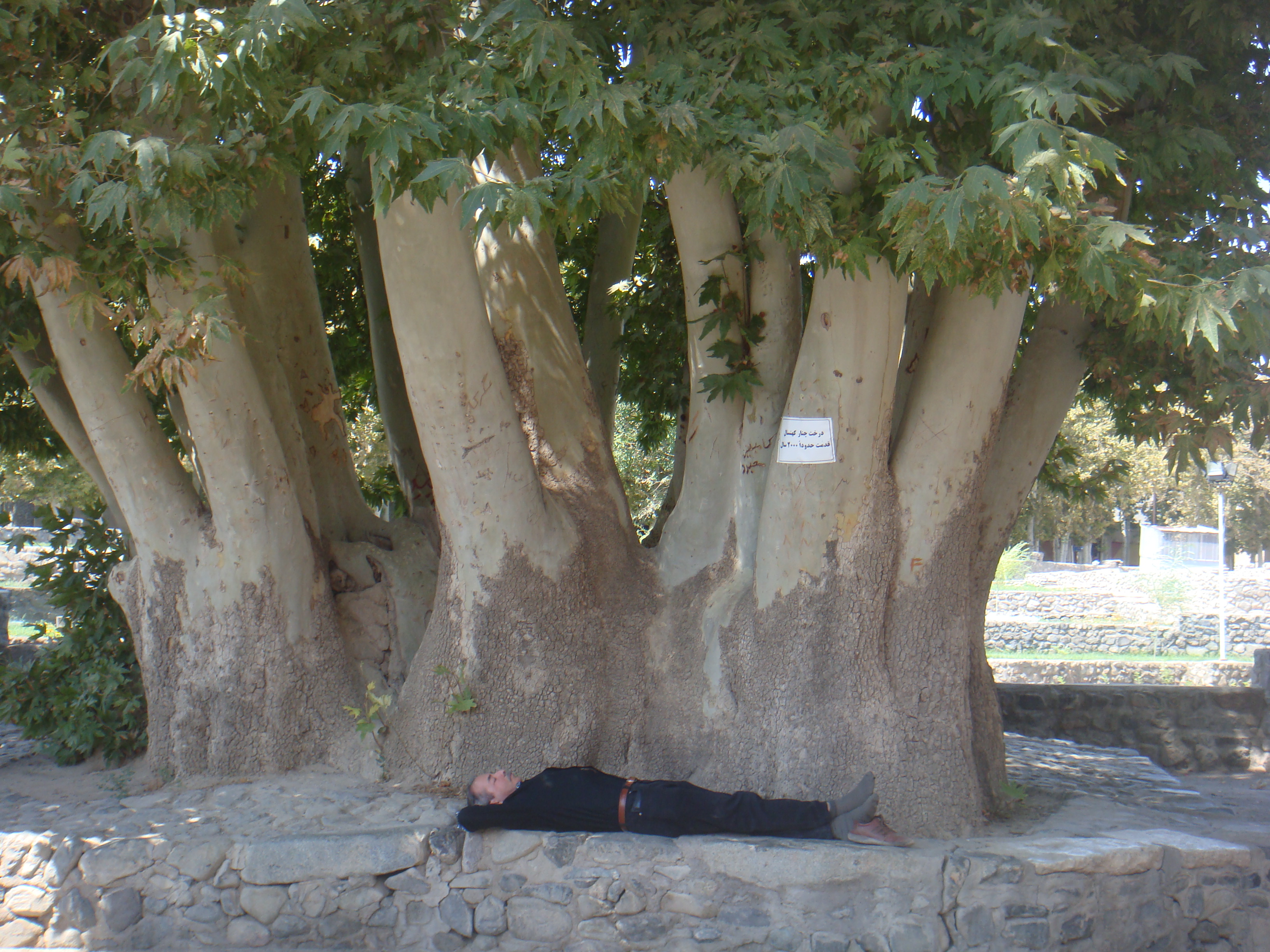
Platane in Natanz (Iran)
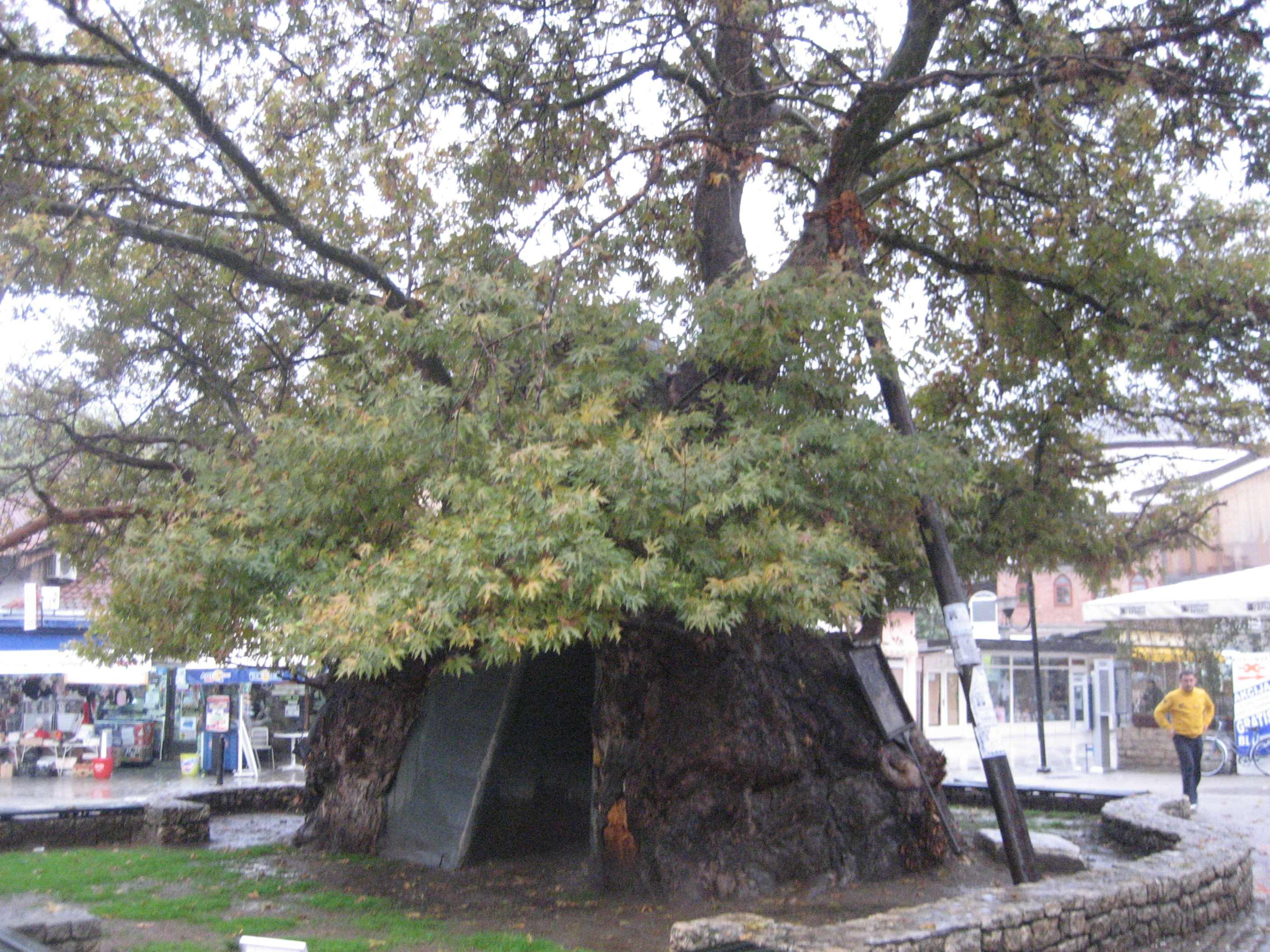
Platane in Ohrid (Nordmazedonien)
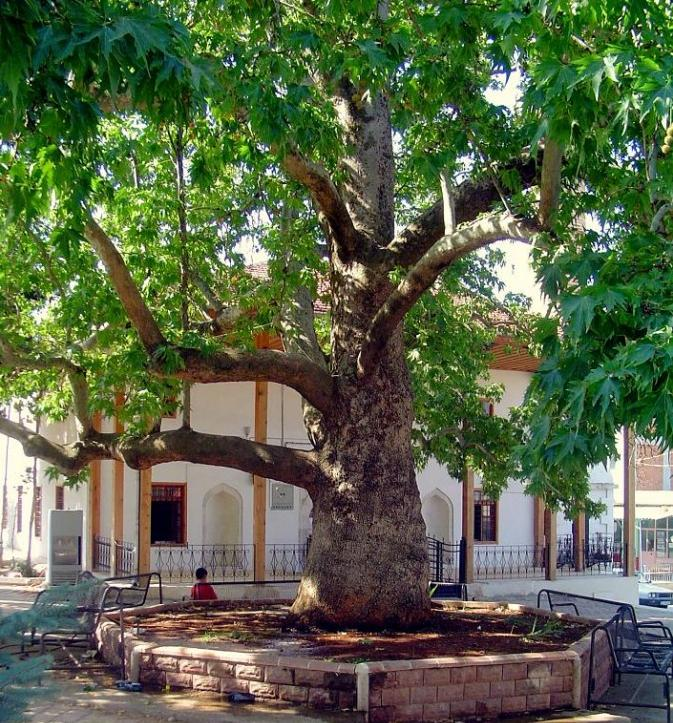
Platane in Acıpayam, Denizli, Türkei